# Melodifestivalen 1968
La edición del Melodifestivalen de este año fue celebrada el 9 de marzo en el Cirkus de Estocolmo. El presentador fue Magnus Banck, con Mats Olsson como director de orquesta.

## Resultados
1. Claes-Göran Hederström - "Det börjar verka kärlek, banne mig", 23 ptos.
2. Svante Thuresson - "Du är en vårvind i april", 21 ptos.
3. Towa Carson - "Du vet var jag finns", 15 ptos.
3. Mona Wessman - "Gå och göm dig, Åke Tråk", 15 ptos.
5. Svante Thuresson & Östen Warnerbring - "Här kommer pojkar", 13 ptos.
6. Anna-Lena Löfgren - "Jag vill tro", 5 ptos.
7. Gunnar Wiklund - "Jag ser en värld", 3 ptos.
7. Cecilia Stam - "Låt mig va' ifred", 3 ptos.
9. Britt Bergström - "Fri hos dig", 1 pto.
10. Lars Lönndahl - "Du och jag och våren", 0 ptos.
Claes-Göran representaría a su país en el Festival de la Canción de Eurovisión 1968 celebrado en Londres, consiguiendo la quinta posición.